# Dichaetomyia fumisquama
Dichaetomyia fumisquama este o specie de muște din genul Dichaetomyia, familia Muscidae, descrisă de Adrian C. Pont în anul 1978. Conform Catalogue of Life specia Dichaetomyia fumisquama nu are subspecii cunoscute.